# Eparchia kańska
Eparchia kańska – jedna z eparchii Rosyjskiego Kościoła Prawosławnego, z siedzibą w Kańsku. Należy do metropolii krasnojarskiej.
Erygowana przez Święty Synod Rosyjskiego Kościoła Prawosławnego 28 grudnia 2011 poprzez wydzielenie z eparchii krasnojarskiej i aczyńskiej. Obejmuje terytorium części rejonów Kraju Krasnojarskiego. 
Eparchia dzieli się na 7 dekanatów: boguczański, borodiński, iłański, kański, kieżemski, rybiński i ujarski.

## Biskupi kańscy
- Filaret (Gusiew), 2012-2019[4][5]
- Wiaczesław (Sorokin), od 2024[6]